# Emil Michel
Emil Michel (* 6. Februar 1891 in Mannheim; † 7. Januar 1972) war ein deutscher Politiker (SPD). Er war von 1950 bis 1966 Mitglied des Landtags von Nordrhein-Westfalen.

## Leben
Nach der Volksschule besuchte Emil Michel die Niederrheinische Verwaltungsschule und wurde Kommunalbeamter. Seine Beamtenlaufbahn führte ihn bis zum Leiter des Kulturamtes der Stadt Duisburg, wo er bis 1956 tätig war.
Michel war seit 1921 Mitglied der Kommunalbeamten-Gewerkschaft. Ab 1950 war er Mitglied der Gewerkschaft Öffentliche Dienste, Transport und Verkehr. Seit 1956 war Michel im Kuratorium Unteilbares Deutschland vertreten und saß ab 1958 im Beirat der Friedrich-Wilhelm-Universität Bonn. 
Michel wurde von der zweiten bis zur fünften Wahlperiode jeweils als Direktkandidat der SPD im Wahlkreis 72 (Duisburg-Meiderich bzw. Duisburg IV) in den nordrhein-westfälischen Landtag gewählt. Er war Abgeordneter vom 5. Juli 1950 bis zum 23. Juli 1966.